# Stockholm metróállomásainak listája
Ez a lista a svédországi Stockholmi metró gyorsvasúti rendszerének állomásainak listája.
A vastag betűvel szedett állomások átszállóállomások; bár a vonalak számos állomáson osztozhatnak, csak azok az állomások számítanak átszállóállomásnak, ahol a vonalak keresztezik egymást, vagy ahol a vonalak szétválnak (például amikor a 17-es és a 18-as vonal külön útvonalon közlekedik).

## Vonalak
- 10 : Kungsträdgården — Hjulsta
- 11 : Kungsträdgården — Akalla
- 13 : Norsborg — Ropsten
- 14 : Fruängen — Mörby centrum
- 17 : Åkeshov — Skarpnäck
- 18 : Alvik — Farsta strand
- 19 : Hässelby Strand — Hagsätra

## Állomások
| Nr  | Vonalak              | Állomás             | Megnyitás | Típus            |
| --- | -------------------- | ------------------- | --------- | ---------------- |
| 1   | 17 19                | Abrahamsberg        | 1952      | magasállomás     |
| 2   | 11                   | Akalla              | 1977      | föld alatti      |
| 3   | 17 19                | Åkeshov             | 1952      | föld felszíni    |
| 4   | 13                   | Alby                | 1975      | föld alatti      |
| 5   | 17 18 19             | Alvik               | 1952      | magasállomás     |
| 6   | 19                   | Ängbyplan           | 1952      | magasállomás     |
| 7   | 13                   | Aspudden            | 1964      | föld alatti      |
| 8   | 13                   | Axelsberg           | 1965      | föld felszíni    |
| 9   | 17                   | Bagarmossen         | 1994      | föld alatti      |
| 10  | 19                   | Bandhagen           | 1954      | magasállomás     |
| 11  | 14                   | Bergshamra          | 1978      | föld alatti      |
| 12  | 17                   | Björkhagen          | 1958      | magasállomás     |
| 13  | 19                   | Blackeberg          | 1952      | Open-cut         |
| 14  | 18                   | Blåsut              | 1950      | föld felszíni    |
| 15  | 13                   | Bredäng             | 1965      | Open-cut         |
| 16  | 17 19                | Brommaplan          | 1952      | magasállomás     |
| 17  | 14                   | Danderyds sjukhus   | 1978      | föld alatti      |
| 18  | 10                   | Duvbo               | 1985      | föld alatti      |
| 19  | 19                   | Enskede gård        | 1951      | föld felszíni    |
| 20  | 18                   | Farsta              | 1960      | magasállomás     |
| 21  | 18                   | Farsta strand       | 1971      | Covered at-grade |
| 22  | 13                   | Fittja              | 1972      | magasállomás     |
| 23  | 14                   | Fruängen            | 1964      | magasállomás     |
| 24  | 10 11 17 18 19       | Fridhemsplan        | 1952      | föld alatti      |
| 25  | 13 14 17 18 19       | Gamla stan          | 1957      | magasállomás     |
| 26  | 13                   | Gärdet              | 1967      | föld alatti      |
| 27  | 19                   | Globen              | 1951      | föld felszíni    |
| 28  | 18                   | Gubbängen           | 1950      | föld felszíni    |
| 29  | 17 18 19             | Gullmarsplan        | 1950      | föld felszíni    |
| 30  | 19                   | Hagsätra            | 1960      | magasállomás     |
| 31  | 14                   | Hägerstensåsen      | 1964      | magasállomás     |
| 32  | 11                   | Hallonbergen        | 1975      | föld alatti      |
| 33  | 13                   | Hallunda            | 1975      | föld felszíni    |
| 34  | 17                   | Hammarbyhöjden      | 1958      | föld felszíni    |
| 35  | 19                   | Hässelby Gård       | 1958      | magasállomás     |
| 36  | 19                   | Hässelby Strand     | 1958      | Below grade      |
| 37  | 10                   | Hjulsta             | 1975      | föld alatti      |
| 38  | 19                   | Högdalen            | 1954      | föld felszíni    |
| 39  | 18                   | Hökarängen          | 1950      | föld felszíni    |
| 40  | 13 14                | Hornstull           | 1964      | föld alatti      |
| 41  | 17 18 19             | Hötorget            | 1952      | föld alatti      |
| 42  | 11                   | Husby               | 1977      | föld alatti      |
| 43  | 10                   | Huvudsta            | 1985      | föld alatti      |
| 44  | 19                   | Islandstorget       | 1952      | föld felszíni    |
| 45  | 19                   | Johannelund         | 1956      | föld felszíni    |
| 46  | 13                   | Karlaplan           | 1967      | föld alatti      |
| 47  | 17                   | Kärrtorp            | 1958      | magasállomás     |
| 48  | 11                   | Kista               | 1977      | magasállomás     |
| 49  | 17 18 19             | Kristineberg        | 1952      | föld felszíni    |
| 50  | 10 11                | Kungsträdgården     | 1977      | föld alatti      |
| 51  | 13 14                | Liljeholmen         | 1964      | föld alatti      |
| 52  | 13                   | Mälarhöjden         | 1967      | föld alatti      |
| 53  | 13 14                | Mariatorget         | 1964      | föld alatti      |
| 54  | 13                   | Masmo               | 1972      | föld alatti      |
| 55  | 17 18 19             | Medborgarplatsen    | 1950      | föld alatti      |
| 56  | 14                   | Midsommarkransen    | 1964      | föld alatti      |
| 57  | 14                   | Mörby centrum       | 1978      | föld alatti      |
| 58  | 11                   | Näckrosen           | 1975      | föld alatti      |
| 59  | 13                   | Norsborg            | 1975      | föld felszíni    |
| 60  | 17 18 19             | Odenplan            | 1952      | föld alatti      |
| 61  | 13                   | Örnsberg            | 1964      | Below grade      |
| 62  | 13 14                | Östermalmstorg      | 1965      | föld alatti      |
| 63  | 19                   | Råcksta             | 1952      | magasállomás     |
| 64  | 10 11                | Rådhuset            | 1975      | föld alatti      |
| 65  | 17 18 19             | Rådmansgatan        | 1952      | föld alatti      |
| 66  | 19                   | Rågsved             | 1959      | magasállomás     |
| 67  | 10                   | Rinkeby             | 1975      | föld alatti      |
| 68  | 10                   | Rissne              | 1985      | föld alatti      |
| 69  | 13                   | Ropsten             | 1967      | magasállomás     |
| 70  | 18                   | Sandsborg           | 1950      | föld felszíni    |
| 71  | 13                   | Sätra               | 1965      | föld felszíni    |
| 72  | 17 18 19             | Skanstull           | 1950      | föld alatti      |
| 73  | 13                   | Skärholmen          | 1967      | föld alatti      |
| 74  | 17 18                | Skärmarbrink        | 1950      | föld felszíni    |
| 75  | 17                   | Skarpnäck           | 1994      | föld alatti      |
| 76  | 18                   | Skogskyrkogården    | 1950      | magasállomás     |
| 77  | 13 14 17 18 19       | Slussen             | 1950      | föld alatti      |
| 78  | 19                   | Sockenplan          | 1951      | magasállomás     |
| 79  | 11                   | Solna centrum       | 1975      | föld alatti      |
| 80  | 10                   | Solna strand        | 1985      | föld alatti      |
| 81  | 17 18 19             | Sankt Eriksplan     | 1952      | föld alatti      |
| 82  | 14                   | Stadion             | 1973      | föld alatti      |
| 83  | 10 11                | Stadshagen          | 1975      | föld alatti      |
| 84  | 17 19                | Stora Mossen        | 1952      | magasállomás     |
| 85  | 19                   | Stureby             | 1951      | föld felszíni    |
| 86  | 10                   | Sundbybergs centrum | 1985      | föld alatti      |
| 87  | 19                   | Svedmyra            | 1951      | magasállomás     |
| 88  | 10 11 13 14 17 18 19 | T-Centralen         | 1957      | föld alatti      |
| 89  | 18                   | Tallkrogen          | 1950      | magasállomás     |
| 90  | 14                   | Tekniska högskolan  | 1973      | föld alatti      |
| 91  | 14                   | Telefonplan         | 1964      | Below grade      |
| 92  | 10                   | Tensta              | 1975      | föld alatti      |
| 93  | 17 18 19             | Thorildsplan        | 1952      | Below grade      |
| 94  | 14                   | Universitetet       | 1975      | föld alatti      |
| 95  | 19                   | Vällingby           | 1952      | föld felszíni    |
| 96  | 13                   | Vårberg             | 1967      | Below grade      |
| 97  | 13                   | Vårby gård          | 1972      | magasállomás     |
| 98  | 14                   | Västertorp          | 1964      | föld felszíni    |
| 99  | 10 11                | Västra skogen       | 1975      | föld alatti      |
| 100 | 13 14                | Zinkensdamm         | 1964      | föld alatti      |

## Nem használt állomások
| Lines | Állomás  | Megnyitás |
| ----- | -------- | --------- |
| 11    | Kymlinge |           |